# Сен-Модан
Сен-Мода́н (фр. Saint-Maudan, брет. Sant-Maodan) — коммуна во Франции, находится в регионе Бретань. Департамент — Кот-д’Армор. Входит в состав кантона Лудеак. Округ коммуны — Сен-Бриё.
Код INSEE коммуны — 22314.

## География
Коммуна расположена приблизительно в 390 км к западу от Парижа, в 85 км западнее Ренна, в 45 км к югу от Сен-Бриё.

## Население
Население коммуны на 2016 год составляло 399 человек.
| 1962 | 1968 | 1975 | 1982 | 1990 | 1999 | 2008 | 2016 |
| ---- | ---- | ---- | ---- | ---- | ---- | ---- | ---- |
| 259  | 274  | 275  | 324  | 404  | 411  | 392  | 399  |

## Экономика
В 2007 году среди 284 человек в трудоспособном возрасте (15—64 лет) 224 были экономически активными, 60 — неактивными (показатель активности — 78,9 %, в 1999 году было 67,5 %). Из 224 активных работали 210 человек (106 мужчин и 104 женщины), безработных было 14 (6 мужчин и 8 женщин). Среди 60 неактивных 26 человек были учениками или студентами, 19 — пенсионерами, 15 были неактивными по другим причинам.